# Adilson da Silva
Adilson José da Silva (Santa Cruz do Sul, 4 de janeiro de 1972) é um jogador profissional de golfe brasileiro.
Filho de um carpinteiro e uma faxineira, Adilson completava a renda da casa trabalhando como caddie no clube de golfe da cidade de Santa Cruz. Com 17 anos e, com o consentimento da família, aceitou ir para o Zimbábue, país com tradição no golfe, a convite de Andrew Robert Edmondson, golfista e empresário inglês do ramo da produção de fumo fixado no país africano. Eles se conheceram em 1991, em Santa Cruz do Sul, pois Andrew constantemente viajava à cidade gaúcha. Ele ficou no Zimbábue até 1994, quando se transferiu para a África do Sul, onde se profissionalizou e decidiu viver.
Em setembro de 2011 alcançou a posição 371 no ranking mundial. Em 2013, Adilson chegou à 215ª colocação do ranking mundial — a melhor já alcançada por um golfista brasileiro na história do esporte. Em 2016, Adilson tornou-se o número 354 do mundo.
Adilson já ganhou mais de 30 torneios na modalidade, sendo que em 2012 tornou-se o sexto brasileiro da história a chegar às finais de um torneio do Grand Slam do golfe.
Participou dos Jogos Pan-Americanos de Toronto em 2015, e dos Jogos Olímpicos de 2016 no Rio de Janeiro. Adilson teve a honra de dar a tacada que abriu a competição masculina de golfe dos Jogos Olímpicos do Rio; foi um momento histórico, pois marcou a volta da modalidade ao evento após 112 anos de ausência - antes, só esteve presente em Paris 1900 e Saint Louis 1904.

## Principais conquistas
- Campeão de 12 torneios no Sunshine Tour (África do Sul)[5]
- 24ª colocação (equipe) na Copa do Mundo (2011)[5]
- Vice-campeão no Masters de Taiwan (2014)[5]
- Vice-campeão no Aberto do Zimbábue (2015)[5]
- Vice-campeão do Aberto da Suazilândia (2016)[5]